# Manhattan Plaza
Manhattan Plaza es un gran complejo residencial subsidiado por el gobierno federal de 46 pisos y 130,5 m en 400 y 484 West 43rd Street en Midtown Manhattan, Nueva York. Inaugurado en 1977, tiene 1.689 unidades y alrededor de 3500 inquilinos. El 70 % de los inquilinos son de las artes escénicas, el 15 % son residentes del vecindario y el 15 % son personas mayores. Ocupa la manzana delimitada al norte por la calle 43, al este por la Novena Avenida, al sur por la calle 42 y al oeste por la Décima Avenida. Desarrollado por HRH Construction, desde enero de 2004 es propiedad de The Related Companies. Manhattan Plaza es el tema de un documental titulado Miracle on 42nd Street, lanzado en 2017.

## Historia
La construcción de este desarrollo de "supermanzana" al oeste del distrito de los teatros de Manhattan fue iniciada en 1974 por HRH Construction, una empresa de construcción y desarrollo de bienes raíces dirigida en ese momento por Richard Ravitch. El proyecto consistió en dos torres residenciales de 45 pisos en extremos opuestos de la cuadra diseñadas para inquilinos de alquiler de clase media y media alta, con casas adosadas, tiendas, un gimnasio y estacionamiento en la mitad de la cuadra, financiado con 95 millones de dólares de hipoteca por la Ciudad de Nueva York bajo el Programa de Vivienda Mitchell-Lama del Estado de Nueva York para viviendas de ingresos medios. Sin embargo, durante la construcción, la ciudad de Nueva York entró en una fuerte recesión y, ante las crecientes dificultades financieras, la ciudad pudo financiar solo 65 millones de dólares de su compromiso. La crisis financiera también afectó el mercado inmobiliario de la ciudad y se hizo evidente que habría poco o ningún mercado para los apartamentos como se había planeado originalmente.
Esto se debió en parte a la ubicación de la urbanización en el corazón del barrio de Clinton en ese entonces accidentado de Nueva York, conocido históricamente como "Hell's Kitchen", y al entorno en rápido deterioro del área de Times Square, en ese punto el epicentro de las actividades "para adultos" y pornográficas de Nueva York. Manhattan Plaza despejó los negocios para adultos en el lado norte de la calle 42 entre las avenidas 9 y 10. Al mismo tiempo, la 42nd Street Development Corporation, bajo el liderazgo de Fred Papert y con Jacqueline Kennedy Onassis en su junta, estaba trabajando para convertir las tiendas para adultos en el sur de 42nd Street entre 9th y 10th en teatros Off Broadway ahora conocidos como Theater Row.
Sin otras opciones disponibles, la ciudad de Nueva York solicitó fondos federales bajo el programa de la Sección 8 para reutilizar el proyecto como vivienda profundamente subsidiada para familias pobres y de ingresos moderados. Según la Sección 8, los inquilinos no pagarían más del 30 % de sus ingresos en concepto de alquiler. El plan despertó una oposición generalizada e intratable de la comunidad de clase trabajadora circundante, preocupada por una posible afluencia de miles de vecinos pobres y disfuncionales. En ese momento, Daniel Rose, el desarrollador inmobiliario cuya empresa había sido contratada para gestionar el proyecto, concibió una solución innovadora. Rose había estado buscando una población de inquilinos que cumpliera con los requisitos de ingresos para viviendas públicas altamente subsidiadas, apaciguara los temores de la comunidad sobre vecinos disfuncionales y contribuya a la revitalización del vecindario de Times Square. Citando a Mike Todd, quien una vez dijo que mientras crecía, su "familia a menudo se había arruinado, pero nunca había sido pobre ", Rose propuso limitar la ocupación en el nuevo proyecto únicamente a los residentes que estaban o habían estado involucrados en la actuación. letras. Al habitar los 1,600 apartamentos con familias de actores, músicos, directores, tramoyistas y otros en la industria del entretenimiento, la idea era llenar el proyecto, estabilizar el vecindario y apoyar el resurgimiento del teatro legítimo en Times Square.
Encontrado al principio con escepticismo a burla (ya que ningún otro proyecto de vivienda subsidiada había estado previamente limitado por la ocupación), la idea pronto obtuvo el apoyo entusiasta de los sindicatos de artes escénicas y la Ciudad. Continuó habiendo preocupación por parte de los residentes del vecindario, pero se tranquilizaron en gran medida cuando el Settlement Housing Fund publicó un estudio que estimaba que 100 000 hogares en Nueva York tenían miembros involucrados en las artes escénicas, y alrededor de dos tercios de ellos lo harían ser elegible para mudarse al proyecto bajo las pautas de ingresos federales. 
El plan de Rose para "Manhattan Plaza for the Performing Arts" fue finalmente aprobado con el apoyo de la Ciudad, los sindicatos de artes escénicas y la comunidad circundante, y se inauguró con un corte de cinta de la alcaldía en 1977. El 70  % de las 1,689 unidades estaban reservados para los trabajadores de las artes escénicas, el 15 % para los residentes ancianos y discapacitados del vecindario circundante y el 15 % para los residentes existentes del vecindario que viven en viviendas deficientes. El proyecto se llenó rápidamente, con la lista de espera de apartamentos superando los 3000 nombres en el primer año.
Un factor importante en el éxito inicial de Manhattan Plaza fue el reclutamiento de Rose del Rev. Rodney Kirk como el primer Director de Desarrollo. Kirk había estado en el personal de la Catedral de San Juan el Divino hasta 1976, cuando se le dio permiso para ayudar con las celebraciones del bicentenario de la ciudad. Con el objetivo de supervisar la apertura de Manhattan Plaza, Kirk ayudó a marcar la pauta para el desarrollo y organizó el apoyo de la comunidad que permitió a cientos de ancianos residentes del vecindario mantener sus apartamentos con su dignidad intacta. Poco después de la apertura de Manhattan Plaza, la ciudad se vio afectada por la crisis del sida y muchos residentes de las artes escénicas contrajeron el sida. Para responder a sus necesidades, Kirk estableció programas de servicio social con personal remunerado y voluntarios, y la ayuda del Fondo de Actores, para atenderlos y atender a los no residentes. Según los funcionarios de salud, una mayor proporción de personas ha muerto de sida en ese complejo de apartamentos en comparación con cualquier otro edificio de viviendas en el país.
A medida que se controló el VIH/sida, el enfoque del programa de servicios sociales se trasladó a los ancianos, que están envejeciendo en su lugar y, a veces, no pueden cuidarse a sí mismos. Kirk se retiró en 1997 y murió en 2001. Su trabajo fue continuado por el Gerente General Richard Hunnings, su compañero durante 42 años. El Teatro Rodney Kirk es ahora uno de los teatros de la calle 42 en el Theatre Row Building.

## Descripción
Manhattan Plaza fue diseñado por el arquitecto David Todd.
Aparte del 330 West 42nd Street, el complejo era el más alto en el área de Hell's Kitchen en el momento en que se completó, y todavía es muy visible desde los lados norte, sur y oeste. Entre los dos edificios hay un garaje de varios pisos, un gimnasio (que incluye una piscina), una cancha de baloncesto, un parque infantil, canchas de tenis, un centro de escalada de paredes y varias tiendas (incluido Little Pie de Arnold Wilkerson). Empresa), restaurantes y sucursal bancaria.
Ubicado dentro del edificio de la Décima Avenida se encuentra el Preescolar para Niños 43rd St, que fue fundado en 1981. Es una escuela cooperativa de padres privada, sin fines de lucro. Más de 1500 obras de teatro en un acto, incluidas más de 40 de Lewis Black, se han representado en el Laurie Beechman Theatre en el West Bank Cafe (donde Bruce Willis era cantinero) en la base del edificio de la Novena Avenida.
A mediados de marzo de 2009, el patio de recreo original ubicado en la azotea del tercer piso fue retirado para construir un nuevo patio de recreo construido por Kompan y patrocinado por el exjugador de fútbol Tiki Barber. La empresa se conocía como Tiki Recreation. Es uno de los tres patios de recreo raros y únicos. Cuenta con un escenario electrónico y juegos virtuales interactivos programados dentro del equipo. El parque abrió oficialmente el 8 de junio de 2009.